# Rector de la Universidad de Chile
El rector o la rectora de la Universidad de Chile es la autoridad superior de dicha institución estatal de educación superior y su representante legal. Es nombrado por el claustro de académicos cada cuatro años, siendo posible su reelección por una única vez. Como principal autoridad de la Universidad de Chile, es el encargado de su gestión y administración, de acuerdo a las leyes y reglamentos vigentes.
Desde la creación de la universidad en 1843, 31 académicos han sido electos para dicho cargo por el claustro universitario. Durante la intervención universitaria ejercida por la dictadura militar del general Augusto Pinochet —existente entre 1973 y 1990—, fueron nombrados rectores designados que no son considerados dentro del conteo oficial.
Desde junio de 2022, la bioquímica Rosa Devés ejerce el cargo de rectora de la Universidad de Chile.

## Elección del rector

### 1843 a 1927

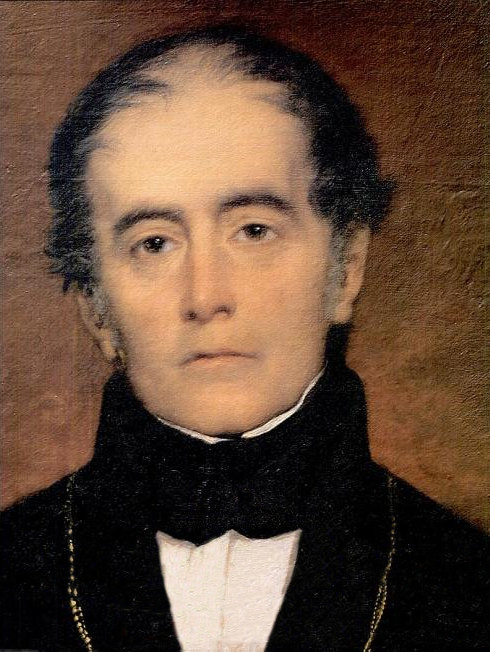
Andrés Bello, primer rector de la Universidad de Chile.

La elección del rector, según la «ley del 19 de noviembre de 1842 que creó la Universidad de Chile», se efectuaba por el claustro pleno de profesores. Éste elevaba una terna con la propuesta de cargos, tanto de rector como de secretario general. Cada puesto en la terna era elegido individualmente; en caso de que no existiera mayoría absoluta en la votación, se realizaba una segunda vuelta con las dos primeras mayorías y el ganador era nombrado en dicha posición de la terna. De la terna, el presidente de la República (en su rol de patrono de la Universidad) nombraba al rector. Tradicionalmente, el presidente eligió al candidato ubicado en el primer cupo de la terna y que, indirectamente, reflejaba la voluntad del cuerpo académico. La primera gran excepción a esta tradición fue en 1897, cuando Federico Errázuriz Echaurren decidió no renovar la rectoría de Diego Barros Arana (quien estaba en primera posición de la terna) y nombró al segundo lugar, Osvaldo Rengifo. Este último decidió renunciar al nombramiento, por lo que se realizó un nuevo claustro que nuevamente colocó a Barros Arana en la cabeza del terna. El presidente, sin embargo, no reculó y nombró al médico Diego San Cristóbal, quien estaba en tercera posición.[cita requerida]
La duración del mandato del rector era de cinco años con posibilidad de reelección.[cita requerida]
El mecanismo de elección se mantuvo con la ley del 9 de enero de 1879 sobre instrucción secundaria y superior.

### 1927 a 1967
En abril de 1927, el Ministerio de Educación Pública dispuso de las facultades extraordinarias para reorganizar la universidad y nombrar sus autoridades. Dicho estado cambió con la promulgación del decreto con fuerza de ley 280 del 30 de mayo de 1931 del Ministerio de Educación Pública, que fijó el «Estatuto Orgánico de la Universidad de Chile», restableciendo y normalizando la forma de elección sobre la base de las leyes de 1842 y 1879, reuniendo el "Claustro Pleno" en 1933 para proceder a la elección de rector.[cita requerida]

### Reforma universitaria: 1967 a 1973
Entre 1967 y 1968 y como resultado de la reforma universitaria, la elección del rector se efectuó por un «Claustro Universitario» integrado por representantes de los profesores, estudiantes y funcionarios de la universidad, cada uno con voto ponderado que eligió al rector y al secretario general y elaboró las respectivas ternas para presentar ante el presidente de la República.[cita requerida]

### 1973 a 1990: los «Rectores delegados»
La dictadura militar, establecida el 11 de septiembre de 1973 por Augusto Pinochet, intervino rápidamente la Universidad de Chile, acabando con la rectoría de Edgardo Boeninger. El decreto ley 50 del 2 de octubre de 1973 estableció que sería la Junta Militar la que establecería a los nuevos rectores de las universidades, sin participación de la comunidad académica.

Vistos: el DL N° 1 de 11 de Septiembre de 1973, y considerando la necesidad de facilitar la unificación de criterio en la dirección de la enseñanza superior para la mejor consecución de los postulados establecidos en dicho decreto ley,

Artículo único.- La Junta de Gobierno designará en su representación Rectores-Delegados en cada una de las Universidades del país.
Estos Rectores-Delegados cumplirán las funciones y ejercerán todas las atribuciones que corresponden a los Rectores de las Universidades de conformidad con las normas legales vigentes y demás acuerdos o resoluciones universitarias dictados en su virtud.
Ministerio de Educación Pública. Decreto Ley 50, 1 de octubre de 1973.

Durante los primeros años, los rectores designados fueron miembros castrenses, inicialmente de la Fuerza Aérea y luego del Ejército. En 1987, la dictadura militar designa al primer rector civil, José Luis Federici. Sin embargo, dicho nombramiento retrocedió los pocos avances de democratización dentro del plantel, generando un gran rechazo de parte de académicos, funcionarios y estudiantes. El llamado Paro de Federici, que se extendió por tres meses, fue uno de los principales actos de resistencia a la dictadura y terminó con la destitución de Federici. El nombramiento de Juan de Dios Vial Larraín, que si bien era afín al régimen tenía una larga trayectoria académica, fue interpretada como una de las primeras derrotas de Augusto Pinochet previo al plebiscito de 1988.
En la actualidad, la Universidad de Chile no reconoce a los rectores designados dentro de su listado de autoridades.

### Desde 1990
Desde el retorno a la democracia, la elección del rector de la Universidad de Chile se realiza a través de votación directa de los miembros del claustro académico.

## Lista de rectores
| N.º | Foto                                          | Nombre                                                                                                   | Duración en el cargo                                                             | Grado académico o título profesional |
| --- | --------------------------------------------- | --- | -------------------------------------------------------------------------------- | --- |
| 1   | Andrés Bello López                            | Andrés Bello Andrés de Jesús María y José Bello López (Caracas, 1781-Santiago, 1865)                     | 21 de julio de 1843 – 15 de octubre de 1865 Fallecido                            | Bachiller en Artes Real y Pontificia Universidad de Caracas                                                                                    |
| 2   | Manuel Antonio Tocornal                       | Manuel Antonio Tocornal Manuel Antonio Tocornal Grez (Santiago, 1817-Santiago, 1867)                     | 26 de julio de 1866 – 15 de agosto de 1867 Fallecido                             | Bachiller en Leyes, Abogado Instituto Nacional de Chile                                                                                        |
| 3   | Ignacio Domeyko Ancuta                        | Ignacio Domeyko Ignacy Domeyko Ancuta Ігна́т Іпалі́тавіч Даме́йка (Niedźwiadka Wielka, 1802-Santiago, 1889) | 8 de octubre de 1867 – 30 de mayo de 1883 Renunciado                             | Licenciado en Ciencias Físicas y Matemáticas Universidad Imperial de Vilna                                                                     |
| 4   | Jorge Huneeus Zegers                          | Jorge Huneeus Jorge Segundo Huneeus Zegers (Santiago, 1835-Santiago, 1889)                               | 9 de julio de 1883 – 14 de junio de 1888 Renunciado                              | Abogado Universidad de Chile |
| (i) | José Joaquín Aguirre                          | José Joaquín Aguirre José Joaquín Aguirre Campos (Los Andes, 1822-Cartagena, 1901)                       | 14 de junio-30 de julio de 1888 (interino)                                       | Médico cirujano Universidad de Chile |
| 5   | José Ignacio Vergara                          | José Ignacio Vergara José Ignacio Vergara Urzúa (Talca, 1837-Santiago, 1889)                             | 30 de julio de 1888 – 9 de mayo de 1889 Fallecido                                | Ingeniero geógrafo Universidad de Chile |
| (i) | José Joaquín Aguirre                          | José Joaquín Aguirre José Joaquín Aguirre Campos (Los Andes, 1822-Cartagena, 1901)                       | 9 de mayo-1 de julio de 1889 (interino)                                          | Médico cirujano Universidad de Chile |
| 6   | José Joaquín Aguirre                          | José Joaquín Aguirre José Joaquín Aguirre Campos (Los Andes, 1822-Cartagena, 1901)                       | 1 de julio de 1889 – 3 de julio de 1893                                          | Médico cirujano Universidad de Chile |
| 7   | Diego Barros Arana                            | Diego Barros Arana Diego Jacinto Agustín Barros Arana (Santiago, 1830-Santiago, 1907)                    | 3 de julio de 1893 – 30 de junio de 1897                                         | Historiador Universidad de Chile |
| (n) | Osvaldo Rengifo Vial                          | Osvaldo Rengifo Vial (1843-Santiago, 1906)                                                               | 30 de junio de 1897 (nombrado, no asumió)                                        | Abogado Universidad de Chile |
| (i) | Miguel Rafael Prado                           | Miguel Rafael Prado Miguel Rafael Prado Prado (Santiago, 1830-Santiago, 1905)                            | 30 de junio-17 de agosto de 1897 (interino)                                      | Sacerdote Seminario Conciliar de Santiago |
| 8   | Diego San Cristóbal                           | Diego San Cristóbal (Talca, 1846-Santiago, 1900)                                                         | 17 de agosto de 1897 – 30 de diciembre de 1900 Fallecido                         | Médico cirujano Universidad de Chile |
| (i) | Miguel Rafael Prado                           | Miguel Rafael Prado Miguel Rafael Prado Prado (Santiago, 1830-Santiago, 1905)                            | 30 de diciembre de 1900 – 15 de abril de 1901 (interino)                         | Sacerdote Seminario Conciliar de Santiago |
| 9   | Manuel Barros Borgoño                         | Manuel Barros Borgoño (Santiago, 1852-Santiago, 1903)                                                    | 15 de abril de 1901 – 11 de marzo de 1903 Fallecido                              | Médico cirujano Universidad de Chile |
| (i) | Domingo Amunátegui Solar                      | Domingo Amunátegui Solar (Santiago, 1860-Santiago, 1946)                                                 | 11 de marzo-20 de abril de 1903 (interino)                                       | Abogado Universidad de Chile |
| 10  | Osvaldo Rengifo Vial                          | Osvaldo Rengifo Vial (1843-Santiago, 1906)                                                               | 20 de abril de 1903 – 30 de junio de 1906 Fallecido                              | Abogado Universidad de Chile |
| (i) | Domingo Amunátegui Solar                      | Domingo Amunátegui Solar (Santiago, 1860-Santiago, 1946)                                                 | 30 de junio-22 de septiembre de 1906 (interino)                                  | Abogado Universidad de Chile |
| 11  | Valentín Letelier                             | Valentín Letelier Valentín Letelier Madariaga (Linares, 1852-Santiago, 1919)                             | 22 de septiembre de 1906 – 2 de julio de 1909 Renunciado                         | Abogado Universidad de Chile |
| (i) | Rector interino                               | Domingo V. Santa María Domingo Víctor Santa María Márquez de la Plata (Santiago, 1854-Santiago, 1919)    | 2 de julio-9 de agosto de 1909 (interino)                                        | Ingeniero geógrafo Ingeniero en minas Universidad de Chile                                                                                     |
| 11  | Valentín Letelier                             | Valentín Letelier Valentín Letelier Madariaga (Linares, 1852-Santiago, 1919)                             | 9 de agosto de 1909 – 28 de marzo de 1911 Renunciado                             | Abogado Universidad de Chile |
| (i) | Domingo Amunátegui Solar                      | Domingo Amunátegui Solar (Santiago, 1860-Santiago, 1946)                                                 | 28 de marzo-8 de mayo de 1911 (interino)                                         | Abogado Universidad de Chile |
| 12  | Domingo Amunátegui Solar                      | Domingo Amunátegui Solar (Santiago, 1860-Santiago, 1946)                                                 | 8 de mayo de 1911 – 1 de diciembre de 1922 Jubilado                              | Abogado Universidad de Chile |
| (i) | Luis Barros Borgoño                           | Luis Barros Borgoño (Santiago, 1858-Santiago, 1943)                                                      | 1 de diciembre de 1922– 7 de enero de 1923 (interino)                            | Abogado Universidad de Chile |
| 13  | Gregorio Amunátegui Solar                     | Gregorio Amunátegui Solar (Santiago, 1868-Santiago, 1938)                                                | 7 de enero de 1923 – 5 de septiembre de 1924                                     | Médico cirujano Universidad de Chile |
| (i) | Ruperto Bahamonde Rivera                      | Ruperto Bahamonde Ruperto Bahamonde Rivera (Concepción, 1862-Santiago, 1926)                             | 5 de septiembre de 1924- 20 de abril de 1925 (interino)                          | Médico cirujano Universidad de Chile |
| 14  | Ruperto Bahamonde Rivera                      | Ruperto Bahamonde Ruperto Bahamonde Rivera (Concepción, 1862-Santiago, 1926)                             | 20 de abril de 1925 – 7 de marzo de 1926 Fallecido                               | Médico cirujano Universidad de Chile |
| (i) | Francisco Mardones Otaíza                     | Francisco Mardones Otaíza (Santiago, 1877-Santiago, 1950)                                                | 7 de marzo–13 de abril de 1926 (interino)                                        | Ingeniero civil Ingeniero civil en minas Universidad de Chile                                                                                  |
| 15  | Claudio Matte Pérez                           | Claudio Matte Pérez (Santiago, 1858-Santiago, 1956)                                                      | 13 de abril de 1926 – 8 de abril de 1927 Renunciado                              | Abogado Universidad de Chile |
| (i) | Francisco Mardones Otaíza                     | Francisco Mardones Otaíza (Santiago, 1877-Santiago, 1950)                                                | 8-26 de abril de 1927 (interino)                                                 | Ingeniero civil Ingeniero civil en minas Universidad de Chile                                                                                  |
| (i) |                                               | Carlos Charlín Correa (Santiago, 1885-Santiago, 1945)                                                    | 26 de abril-27 de septiembre de 1927 (interino) Renunciado                       | Médico cirujano Universidad de Chile |
| (i) |                                               | Daniel Martner Urrutia (Constitución, 1880-Santiago, 1945)                                               | 27 de septiembre de 1927– 3 de septiembre de 1928 (interino)                     | Profesor de Estado en Castellano y Filosofía Instituto Pedagógico de la Universidad de Chile Doctor en Ciencias Económicas Universidad de Bonn |
| 17  | 3 de septiembre de 1928 – 15 de enero de 1929 | Daniel Martner Urrutia (Constitución, 1880-Santiago, 1945)                                               |                                                                                  | Profesor de Estado en Castellano y Filosofía Instituto Pedagógico de la Universidad de Chile Doctor en Ciencias Económicas Universidad de Bonn |
| (i) | Rector interino                               | Javier Castro Oliveira (San Felipe, 1883-Santiago, 1954)                                                 | 15 de enero-15 de mayo de 1929 (interino)                                        | Médico cirujano Universidad de Chile |
| 18  | Armando Quezada Acharán                       | Armando Quezada Acharán (Los Ángeles, 1873-Viña del Mar, 1936)                                           | 15 de mayo de 1929 – 30 de agosto de 1930 Renunciado                             | Abogado Universidad de Chile |
| (i) | Rector interino                               | Javier Castro Oliveira (San Felipe, 1883-Santiago, 1954)                                                 | 30 de agosto-15 de mayo de 1930 (interino)                                       | Médico cirujano Universidad de Chile |
| 19  |                                               | Gustavo Lira Manso (Santiago, 1887-Santiago, 1980)                                                       | 22 de diciembre de 1930 – 27 de julio de 1931 Renunciado                         | Ingeniero civil Universidad de Chile |
| (i) | Rector interino                               | Pedro León Loyola Leyton (Curicó, 1889-Santiago, 1978)                                                   | 27 de julio-19 de octubre de 1931 (interino)                                     | Filósofo Universidad de Chile |
| 20  | Armando Larraguibel                           | Armando Larraguibel Armando Larraguibel Moreno (Yumbel, 1883-Santiago, 1972)                             | 19 de octubre de 1931 – 17 de noviembre de 1931 Renunciado                       | Médico cirujano Universidad de Chile |
| 21  |                                               | Pedro Godoy Pérez (Quito, 1886-Santiago, 1944)                                                           | 17 de noviembre de 1931 – 25 de abril de 1932                                    | Universidad de Chile |
| (i) | Juvenal Hernández Jaque                       | Juvenal Hernández Jaque (El Carmen, 1899-Santiago, 1979)                                                 | 25 de abril-2 de julio de 1932 (interino) Renunciado                             | Abogado Universidad de Chile |
| (i) | Juvenal Hernández Jaque                       | Juvenal Hernández Jaque (El Carmen, 1899-Santiago, 1979)                                                 | 5 de agosto de 1932- 17 de agosto de 1933 (interino) Renunciado                  | Abogado Universidad de Chile |
| (i) | Rector interino                               | Teodoro Schmidt Quezada (Angol, 1879-Santiago, 1939)                                                     | 18 de agosto de 1933- 24 de septiembre de 1933 (interino)                        | Ingeniero civil Universidad de Chile |
| 22  | Juvenal Hernández Jaque                       | Juvenal Hernández Jaque (El Carmen, 1899-Santiago, 1979)                                                 | 27 de septiembre de 1933 – 26 de septiembre de 1953                              | |
| 23  | Juan Gómez Millas                             | Juan Gómez Millas (Santiago, 1900-Maitencillo, 1987)                                                     | 26 de septiembre de 1953 – 1963                                                  | Profesor de Estado en Ciencias Sociales Instituto Pedagógico de la Universidad de Chile                                                        |
| 24  | Eugenio González Rojas                        | Eugenio González Rojas (Santiago, 1903-Santiago, 1976)                                                   | 1963 – 1968                                                                      | Profesor de Estado en Filosofía Instituto Pedagógico de la Universidad de Chile                                                                |
| 25  |                                               | Ruy Barbosa Ruy Enrique Barbosa Popolizio (Santiago, 1919-Santiago, 2014)                                | 1968 – 1969                                                                      | Ingeniero agrónomo Universidad de Chile |
| 26  | Edgardo Boeninger                             | Edgardo Boeninger Edgar Arnold Dagmar Hanz Heinz Böninger Kausel (Santiago, 1925-Santiago, 2009)         | 1969 – 1973                                                                      | Ingeniero civil Pontificia Universidad Católica de Chile                                                                                       |
| (d) | César Ruiz Danyau                             | Gral. César Ruiz Danyau (Angol, 1918-Santiago, 1990)                                                     | 3 de octubre de 1973 – 24 de julio de 1974 Designado por la dictadura militar    | General del Aire Fuerza Aérea de Chile |
| (d) | Rector designado                              | Gral. Agustín Rodríguez Pulgar                                                                           | 24 de julio de 1974 – 30 de diciembre de 1975 Designado por la dictadura militar | General de Brigada Aérea Fuerza Aérea de Chile                                                                                                 |
| (d) | Rector designado                              | Crnl. Julio Tapia Falk (Santiago, 1927-Santiago, 2014)                                                   | 30 de diciembre de 1975 – 24 de mayo de 1976 Designado por la dictadura militar  | Coronel Fuerza Aérea de Chile |
| (d) | Rector designado                              | Gral. Agustín Toro Dávila (Santiago, 1924-2015)                                                          | 24 de mayo de 1976 – 1 de diciembre de 1980 Designado por la dictadura militar   | General Ejército de Chile |
| (d) | Rector designado                              | Gral. Enrique Morel Donoso                                                                               | 1 de diciembre–28 de diciembre de 1980 Designado por la dictadura militar        | General Ejército de Chile |
| (d) | Rector designado                              | Gral. Alejandro Medina Lois (Talca, 1931-Santiago, 2010)                                                 | 29 de diciembre de 1980 – 21 de enero de 1983 Designado por la dictadura militar | General Ejército de Chile |
| (d) | Rector designado                              | Gral. Roberto Soto Mackenney                                                                             | 21 de enero de 1983 – 21 de agosto de 1987 Designado por la dictadura militar    | Brigadier General Ejército de Chile |
| (d) | Rector designado                              | José Luis Federici Rojas (n. Viña del Mar, 1934)                                                         | 21 de agosto–29 de octubre de 1987 Designado por la dictadura militar            | Ingeniero comercial Universidad de Chile |
| (d) | Juan de Dios Vial Larraín                     | Juan de Dios Vial Larraín (Santiago, 1924-Santiago, 2019)                                                | 29 de octubre de 1987 – 15 de enero de 1990 Designado por la dictadura militar   | Abogado Pontificia Universidad Católica de Chile Filósofo Universidad de Chile                                                                 |
| (s) | Rector subrogante                             | Marino Pizarro Pizarro (Monte Patria, 1922-Santiago, 2014)                                               | 15 de enero–2 de julio de 1990 (interino)                                        | Profesor de Estado en Castellano Instituto Pedagógico de la Universidad de Chile                                                               |
| 28  |                                               | Jaime Lavados Jaime Luis Lavados Montes (Talca, 1937-Santiago, 2016)                                     | 2 de julio de 1990 – 3 de julio de 1998                                          | Médico cirujano Universidad de Chile |
| 29  | Luis Riveros Cornejo                          | Luis Riveros Luis Alfredo Riveros Cornejo (n. Santiago, 1948)                                            | 3 de julio de 1998 – 9 de marzo de 2006 Renunciado                               | Profesor de Historia y Geografía Universidad Técnica del Estado                                                                                |
| (s) | Rector subrogante                             | Jorge Litvak Jorge Simón Litvak Lijavetzky (n. 1929)                                                     | 9 de marzo–14 de junio de 2006 (subrogante)                                      | Médico cirujano Universidad de Chile |
| 30  | Víctor Pérez Vera                             | Víctor Pérez Víctor Luis Pérez Vera (n. Rancagua, 1943)                                                  | 14 de junio de 2006 – 16 de junio de 2014                                        | Ingeniero civil industrial Universidad de Chile                                                                                                |
| 31  | Ennio Vivaldi Véjar                           | Ennio Vivaldi Ennio Augusto Vivaldi Véjar (n. Concepción, 1950)                                          | 16 de junio de 2014 – 22 de junio de 2022                                        | Médico cirujano Universidad de Chile |
| 32  |                                               | Rosa Devés Rosa Noemí Devés Alessandri (n. Santiago, 1950)                                               | Desde el 22 de junio de 2022 (período hasta junio de 2026)                       | Bioquímica Universidad de Chile |

1. 1 2 3 4 5 6 7 8 9 10 11 12 13  Asume cargo como rector interino al ser el decano de mayor antigüedad del Consejo Universitario.
2. ↑  El 2 de abril de 1889, el presidente José Manuel Balmaceda otorgó una licencia de cuatro meses al rector Vergara, producto de su deteriorado estado de salud. El rector falleció el 9 de mayo siguiente.
3. 1 2 3  Para la elección de rector de 1897, el claustro pleno formado el 27 de junio de ese año presentó la terna compuesta por el rector vigente Diego Barros Arana (1.º), Osvaldo Rengifo (2.º) y Diego San Cristóbal (3.º).[14] El patrono de la Universidad, Pdte. Federico Errázuriz Echaurren, nombró al Prof. Rengifo como rector, el cual renunció inmediatamente.[15] Un nuevo claustro fue convocado, actuando como rector interino el Prof. Miguel Rafael Prado, decano de la Facultad de Teología.
4. ↑  El rector Rengifo no pudo ejercer entre diciembre de 1904 y el 17 de abril de 1905, siendo subrogado por Domingo Amunátegui Solar, el decano más antiguo en ejercicio.
5. ↑  El 15 de agosto de 1906 fue celebrado el claustro pleno para elegir la terna para presentar al patrono de la Universidad, Pdte. Germán Riesco, siendo electo Letelier en la primera posición. Sin embargo, el presidente Riesco decidió no nombrar al rector al estar a pocos días de finalizar su mandato y enfrentar varias críticas de sectores conservadores respecto a la candidatura de Letelier. El 18 de septiembre siguiente, Riesco fue sucedido en el cargo por Pedro Montt, quien el día 22 confirmó la elección de Letelier como rector.[19][20]
6. 1 2  Valentín Letelier presentó su renuncia a la Rectoría el 30 de junio de 1909, luego de un conflicto interno. Aunque la renuncia fue rechazada inicialmente por el presidente Pedro Montt y el ministro de Instrucción Domingo Amunátegui Solar, esta fue aceptada el 2 de julio siguiente. El decano de la Facultad de Matemáticas y tercero en el orden de sucesión, Domingo Víctor Santa María Márquez de la Plata, fue nombrado como rector interino luego que se negaran los decanos de mayor antigüedad (Miguel Antonio Varas y Gilberto Fuenzalida).[21]
7. 1 2  El 5 de septiembre de 1924, Gregorio Amunátegui fue nombrado como ministro de Justicia e Instrucción Pública en medio de la crisis política del gobierno de Arturo Alessandri, el llamado Ruido de sables y el subsiguiente golpe de Estado. Amunátegui ejerció el cargo de ministro por cuatro meses durante el gobierno militar de Luis Altamirano. Interinamente, la rectoría fue ejercida por el decano Ruperto Bahamonde al menos a partir del mes de octubre.[27] En 1925, se cursó la jubilación del exrector Gregorio Amunátegui S. y en marzo de ese año se convocó a un claustro pleno para determinar su reemplazo, realizado el 19 de abril.[28]
8. 1 2 3  El rector Claudio Matte Pérez presentó su renuncia en la sesión del Consejo de Instrucción Pública del 8 de abril de 1927, debido a su rechazo a la reforma universitaria impulsada por el gobierno de facto de Carlos Ibáñez del Campo.[30] Su renuncia se haría efectiva el día 12 de abril del mismo año;[31][32] en el intertanto, asumió como rector interino el decano más antiguo, Francisco Mardones Otaíza, siguiendo los procedimientos tradicionales. Sin embargo, el gobierno de Carlos Ibáñez del Campo decretó el 26 de abril que el profesor Carlos Charlín Correa asumiera como rector interino, en reemplazo de Mardones.[33]
9. ↑  Nombrado como rector interino por decreto de Carlos Ibáñez del Campo, en ese momento Ministro del Interior y a cargo del Poder Ejecutivo.[33]
10. ↑  Nombrado como rector interino por decreto de Carlos Ibáñez del Campo, presidente de la República.[34]
11. 1 2 3  En enero de 1929, fue nombrado como rector Armando Quezada Acharán en reemplazo de Daniel Martner.[36] Desde el 15 de enero, sin embargo, el cargo fue desempeñado interinamente por el Prof. Javier Castro Oliveira, decano de la Facultad de Ciencias Médicas.[37] El rector Armando Quezada asumió formalmente su cargo el 15 de mayo de 1929 al regresar a Chile.[38][39]
12. ↑  El rector interino (vice-rector) Pedro Godoy dejó el cargo el 25 de abril de 1932 debido a una licencia médica. En su reemplazo, asumió el decano de la Facultad de Ciencias Jurídicas y Sociales, Juvenal Hernández Jaque.[45] Godoy regresó al Consejo Universitario el 1 de junio siguiente, pero no retomó el cargo de rector interino.[46]
13. 1 2  La crisis política existente en el país y la proclamación de la República Socialista de Chile provocó, el 2 de julio de 1932, la renuncia de todos los decanos y consejeros[47] y el cierre temporal de la Universidad. El 5 de agosto de 1932, el presidente provisional Carlos Dávila decretó (DL n.º 384) la conformación de un Consejo Ejecutivo que se hiciera cargo de la institución y la reanudación de sus actividades.[47] El consejo, formado por los exdecanos Armando Larraguibel, Luis Galdames, Carlos Hoerning, Germán Greve, Domingo Santa Cruz y Juvenal Hernández, siendo éste electo como rector accidental.[47][48] Hernández ocupó dicho cargo hasta su elección en claustro pleno como rector, el 24 de septiembre de 1933.
14. 1 2  Debido a discrepancias respecto a la reforma universitaria propuesta por el gobierno, todos los decanos de la Universidad presentaron su renuncia, la cual fue aceptada el día 17 de agosto de 1933. En la sesión extraordinaria del Consejo Universitario del 18 de agosto, presidida por Amanda Labarca, se determinó que asumiera como rector interino (vice-rector), el Prof. Teodoro Schmidt Quezada, a su vez recién designado decano subrogante de la Facultad de Ciencias Físicas y Matemáticas.[49]

## Elecciones
| Fecha del claustro       | Terna presentada al Presidente | Terna presentada al Presidente | Terna presentada al Presidente | Terna presentada al Presidente | Terna presentada al Presidente | Terna presentada al Presidente | Terna presentada al Presidente | Terna presentada al Presidente | Terna presentada al Presidente | Fecha de nombramiento                          | Ref.          |
| Fecha del claustro       | Primer nombrado                | Primer nombrado                | Primer nombrado                | Segundo nombrado               | Segundo nombrado               | Segundo nombrado               | Tercer nombrado                | Tercer nombrado                | Tercer nombrado                | Fecha de nombramiento                          | Ref.          |
| Fecha del claustro       | Candidato                      | Votos                          | Votos                          | Candidato                      | Votos                          | Votos                          | Candidato                      | Votos                          | Votos                          | Fecha de nombramiento                          | Ref.          |
| ------------------------ | ------------------------------ | ------------------------------ | ------------------------------ | ------------------------------ | ------------------------------ | ------------------------------ | ------------------------------ | ------------------------------ | ------------------------------ | ---------------------------------------------- | ------------- |
| 29 de septiembre de 1867 | Ignacio Domeyko                | s/i                            | s/i                            | Francisco de Borja Solar       | s/i                            | s/i                            | Miguel Luis Amunátegui         | s/i                            | s/i                            | 8 de octubre de 1867 por José Joaquín Pérez    | [ 7 ]         |
| 8 de julio de 1883       | Jorge Huneeus                  | 60                             | 60                             | Santiago Prado                 | 64                             | 64                             | Wenceslao Díaz                 | 46                             | 46                             | 9 de julio de 1883 por Domingo Santa María     | [ 9 ]         |
| 8 de julio de 1883       | Diego Barros Arana             | 54                             | 54                             | Rodulfo A. Philippi            | 7                              | 7                              | Enrique Cood                   | 7                              | 7                              | 9 de julio de 1883 por Domingo Santa María     | [ 9 ]         |
| 8 de julio de 1883       | José Victorino Lastarria       | 2                              | 2                              | Diego Barros Arana             | 3                              | 3                              | Baldomero Pizarro              | 5                              | 5                              | 9 de julio de 1883 por Domingo Santa María     | [ 9 ]         |
| 8 de julio de 1883       |                                |                                |                                | Pedro J. Amado Pissis          | 3                              | 3                              | Rodulfo A. Philippi            | 4                              | 4                              | 9 de julio de 1883 por Domingo Santa María     | [ 9 ]         |
| 8 de julio de 1883       |                                |                                |                                | Enrique Cood                   | 2                              | 2                              | Diego Barros Arana             | 1                              | 1                              | 9 de julio de 1883 por Domingo Santa María     | [ 9 ]         |
| 8 de julio de 1883       |                                |                                |                                | José Victorino Lastarria       | 1                              | 1                              | Abdón Cifuentes                | 1                              | 1                              | 9 de julio de 1883 por Domingo Santa María     | [ 9 ]         |
| 8 de julio de 1883       |                                |                                |                                | Wenceslao Díaz                 | 1                              | 1                              | Alejandro Andonaegui           | 1                              | 1                              | 9 de julio de 1883 por Domingo Santa María     | [ 9 ]         |
| 8 de julio de 1883       |                                |                                |                                |                                |                                |                                | Guillermo Middleton            | 1                              | 1                              | 9 de julio de 1883 por Domingo Santa María     | [ 9 ]         |
| 8 de julio de 1883       |                                |                                |                                | En blanco                      | 4                              | 4                              | En blanco                      | 1                              | 1                              | 9 de julio de 1883 por Domingo Santa María     | [ 9 ]         |
| 29 de julio de 1888      | José Ignacio Vergara           | 52                             | 52                             | Rodulfo A. Philippi            | 41                             | 41                             | Baldomero Pizarro              | 49                             | 49                             | 30 de julio de 1888 por José Manuel Balmaceda  | [ 11 ]        |
| 29 de julio de 1888      | Diego Barros Arana             | 4                              | 4                              | Baldomero Pizarro              | 6                              | 6                              | José Joaquín Aguirre           | 5                              | 5                              | 30 de julio de 1888 por José Manuel Balmaceda  | [ 11 ]        |
| 29 de julio de 1888      | José Joaquín Aguirre           | 3                              | 3                              | Alejandro Andonaegui           | 2                              | 2                              | José María Barceló             | 1                              | 1                              | 30 de julio de 1888 por José Manuel Balmaceda  | [ 11 ]        |
| 29 de julio de 1888      | Jorge Huneeus                  | 1                              | 1                              | Miguel Antonio Varas           | 1                              | 1                              | Uldaricio Prado                | 1                              | 1                              | 30 de julio de 1888 por José Manuel Balmaceda  | [ 11 ]        |
| 29 de julio de 1888      | Zorobabel Rodríguez            | 1                              | 1                              |                                |                                |                                | Aniceto Vergara Albano         | 1                              | 1                              | 30 de julio de 1888 por José Manuel Balmaceda  | [ 11 ]        |
| 29 de julio de 1888      | Rodulfo A. Philippi            | 1                              | 1                              |                                |                                |                                |                                |                                |                                | 30 de julio de 1888 por José Manuel Balmaceda  | [ 11 ]        |
| 29 de julio de 1888      | En blanco                      | 1                              | 1                              |                                |                                |                                |                                |                                |                                | 30 de julio de 1888 por José Manuel Balmaceda  | [ 11 ]        |
| 30 de junio de 1889      | José Joaquín Aguirre           | 74                             | 74                             | Rodulfo A. Philippi            | 42                             | 42                             | Alejandro Andonaegui           | 32                             | 34                             | 1 de julio de 1889 por José Manuel Balmaceda   | [ 12 ]        |
| 30 de junio de 1889      | Diego Barros Arana             | 1                              | 1                              | José Clemente Fabres           | 19                             | 19                             | Baldomero Pizarro              | 12                             | 25                             | 1 de julio de 1889 por José Manuel Balmaceda   | [ 12 ]        |
| 30 de junio de 1889      | Uldaricio Prado                | 1                              | 1                              | Baldomero Pizarro              | 2                              | 2                              | Melchor Concha y Toro          | 10                             |                                | 1 de julio de 1889 por José Manuel Balmaceda   | [ 12 ]        |
| 30 de junio de 1889      | Adolfo Valderrama              | 1                              | 1                              | Manuel J. Domínguez            | 2                              | 2                              | Manuel J. Domínguez            | 6                              | 1                              | 1 de julio de 1889 por José Manuel Balmaceda   | [ 12 ]        |
| 30 de junio de 1889      |                                |                                |                                | Eulogio Allendes               | 1                              | 1                              | Eulogio Allendes               | 1                              |                                | 1 de julio de 1889 por José Manuel Balmaceda   | [ 12 ]        |
| 30 de junio de 1889      |                                |                                |                                | José María Barceló             | 1                              | 1                              | Cosme Campillo                 | 1                              |                                | 1 de julio de 1889 por José Manuel Balmaceda   | [ 12 ]        |
| 30 de junio de 1889      |                                |                                |                                | Wenceslao Díaz                 | 1                              | 1                              |                                |                                |                                | 1 de julio de 1889 por José Manuel Balmaceda   | [ 12 ]        |
| 30 de junio de 1889      |                                |                                |                                | Uldaricio Prado                | 1                              | 1                              |                                |                                |                                | 1 de julio de 1889 por José Manuel Balmaceda   | [ 12 ]        |
| 30 de junio de 1889      |                                |                                |                                | José Zegers Recasens           | 1                              | 1                              |                                |                                |                                | 1 de julio de 1889 por José Manuel Balmaceda   | [ 12 ]        |
| 30 de junio de 1889      | En blanco                      | 1                              | 1                              | En blanco                      | 3                              | 3                              | En blanco                      | 9                              | 3                              | 1 de julio de 1889 por José Manuel Balmaceda   | [ 12 ]        |
| 1893                     | Diego Barros Arana             | s/i                            | s/i                            | s/i                            | s/i                            | s/i                            | s/i                            | s/i                            | s/i                            | 3 de julio de 1893 por Jorge Montt             |               |
| 27 de junio de 1897      | Diego Barros Arana             | 72                             | 72                             | Osvaldo Rengifo                | 44                             | 52                             | Diego San Cristóbal            | 63                             | 63                             | 30 de junio de 1897 por Federico Errázuriz E.  | [ 14 ]        |
| 27 de junio de 1897      | Adolfo Murillo                 | 35                             | 35                             | Diego San Cristóbal            | 37                             | 42                             | Ventura Carvallo               | 10                             | 10                             | 30 de junio de 1897 por Federico Errázuriz E.  | [ 14 ]        |
| 27 de junio de 1897      | Ventura Carvallo               | 6                              | 6                              | Adolfo Murillo                 | 8                              |                                | Domingo V. Santa María         | 8                              | 8                              | 30 de junio de 1897 por Federico Errázuriz E.  | [ 14 ]        |
| 27 de junio de 1897      | Osvaldo Rengifo                | 3                              | 3                              | Ventura Carvallo               | 4                              |                                | Adolfo Murillo                 | 2                              | 2                              | 30 de junio de 1897 por Federico Errázuriz E.  | [ 14 ]        |
| 27 de junio de 1897      | Miguel Antonio Varas           | 2                              | 2                              | Valentín Letelier              | 1                              |                                | Washington Lastarria           | 1                              | 1                              | 30 de junio de 1897 por Federico Errázuriz E.  | [ 14 ]        |
| 27 de junio de 1897      | José Joaquín Aguirre           | 1                              | 1                              | Domingo V. Santa María         | 1                              |                                |                                |                                |                                | 30 de junio de 1897 por Federico Errázuriz E.  | [ 14 ]        |
| 27 de junio de 1897      |                                |                                |                                | Leopoldo Urrutia               | 1                              |                                |                                |                                |                                | 30 de junio de 1897 por Federico Errázuriz E.  | [ 14 ]        |
| 27 de junio de 1897      |                                |                                |                                | Gaspar Toro                    | 1                              |                                |                                |                                |                                | 30 de junio de 1897 por Federico Errázuriz E.  | [ 14 ]        |
| 27 de junio de 1897      |                                |                                |                                | Abstención                     |                                | 1                              |                                |                                |                                | 30 de junio de 1897 por Federico Errázuriz E.  | [ 14 ]        |
| 27 de junio de 1897      |                                |                                |                                | En blanco                      | 2                              | 1                              | En blanco                      | 2                              | 2                              | 30 de junio de 1897 por Federico Errázuriz E.  | [ 14 ]        |
| 8 de agosto de 1897      | Diego Barros Arana             | 48                             | 48                             | Manuel Barros Borgoño          | 44                             | 44                             | Diego San Cristóbal            | 48                             | 48                             | 17 de agosto de 1897 por Federico Errázuriz E. | [ 16 ]        |
| 8 de agosto de 1897      | Isaac Ugarte                   | 13                             | 13                             | Isaac Ugarte                   | 11                             | 11                             | Isaac Ugarte                   | 4                              | 4                              | 17 de agosto de 1897 por Federico Errázuriz E. | [ 16 ]        |
| 8 de agosto de 1897      | Manuel Barros Borgoño          | 1                              | 1                              | Ismael Rengifo                 | 3                              | 3                              | Ismael Rengifo                 | 3                              | 3                              | 17 de agosto de 1897 por Federico Errázuriz E. | [ 16 ]        |
| 8 de agosto de 1897      | Ismael Rengifo                 | 1                              | 1                              | Domingo V. Santa María         | 1                              | 1                              | Domingo V. Santa María         | 2                              | 2                              | 17 de agosto de 1897 por Federico Errázuriz E. | [ 16 ]        |
| 8 de agosto de 1897      | Domingo Amunátegui S.          | 1                              | 1                              | Domingo Amunátegui S.          | 1                              | 1                              | Luis Barros Borgoño            | 2                              | 2                              | 17 de agosto de 1897 por Federico Errázuriz E. | [ 16 ]        |
| 8 de agosto de 1897      | Miguel Antonio Varas           | 1                              | 1                              | Miguel Antonio Varas           | 1                              | 1                              | Francisco Puelma T.            | 2                              | 2                              | 17 de agosto de 1897 por Federico Errázuriz E. | [ 16 ]        |
| 8 de agosto de 1897      |                                |                                |                                | Vicente Izquierdo              | 1                              | 1                              | Francisco Noguera              | 1                              | 1                              | 17 de agosto de 1897 por Federico Errázuriz E. | [ 16 ]        |
| 8 de agosto de 1897      |                                |                                |                                | Osvaldo Rengifo                | 1                              | 1                              | Manuel Salas Lavaqui           | 1                              | 1                              | 17 de agosto de 1897 por Federico Errázuriz E. | [ 16 ]        |
| 8 de agosto de 1897      | En blanco                      | 3                              | 3                              | En blanco                      | 6                              | 6                              | En blanco                      | 7                              | 7                              | 17 de agosto de 1897 por Federico Errázuriz E. | [ 16 ]        |
| 1901                     | Manuel Barros Borgoño          | s/i                            | s/i                            | s/i                            | s/i                            | s/i                            | s/i                            | s/i                            | s/i                            | 15 de abril de 1901 por Federico Errázuriz E.  |               |
| 19 de abril de 1903      | Osvaldo Rengifo                | s/i                            | s/i                            | s/i                            | s/i                            | s/i                            | s/i                            | s/i                            | s/i                            | 20 de abril de 1903 por Germán Riesco          | [ 54 ]        |
| 15 de agosto de 1906     | Valentín Letelier              | 74                             | 74                             | Francisco Puelma T.            | s/i                            | s/i                            | Luis Espejo Varas              | s/i                            | s/i                            | 22 de septiembre de 1906 por Pedro Montt       | [ 19 ]        |
| 15 de agosto de 1906     | Domingo Amunátegui S.          | 48                             | 48                             | s/i                            | s/i                            | s/i                            | s/i                            | s/i                            | s/i                            | 22 de septiembre de 1906 por Pedro Montt       | [ 19 ]        |
| 15 de agosto de 1906     | Gaspar Toro                    | 3                              | 3                              | s/i                            | s/i                            | s/i                            | s/i                            | s/i                            | s/i                            | 22 de septiembre de 1906 por Pedro Montt       | [ 19 ]        |
| 15 de agosto de 1906     | En blanco                      | 1                              | 1                              | s/i                            | s/i                            | s/i                            | s/i                            | s/i                            | s/i                            | 22 de septiembre de 1906 por Pedro Montt       | [ 19 ]        |
| 8 de agosto de 1909      | Valentín Letelier              | 68                             | 68                             | s/i                            | s/i                            | s/i                            | s/i                            | s/i                            | s/i                            | 9 de agosto de 1909 por Pedro Montt            | [ 21 ]        |
| 8 de agosto de 1909      | Domingo V. Santa María         | 34                             | 34                             | s/i                            | s/i                            | s/i                            | s/i                            | s/i                            | s/i                            | 9 de agosto de 1909 por Pedro Montt            | [ 21 ]        |
| 8 de agosto de 1909      | Otros                          | 11                             | 11                             | s/i                            | s/i                            | s/i                            | s/i                            | s/i                            | s/i                            | 9 de agosto de 1909 por Pedro Montt            | [ 21 ]        |
| 7 de abril de 1911       | Domingo Amunátegui S.          | s/i                            | s/i                            | s/i                            | s/i                            | s/i                            | s/i                            | s/i                            | s/i                            | 8 de mayo de 1911 por Ramón Barros Luco        | [ 55 ] [ 24 ] |
| 7 de enero de 1923       | Gregorio Amunátegui S.         | s/i                            | s/i                            | s/i                            | s/i                            | s/i                            | s/i                            | s/i                            | s/i                            | 7 de enero de 1923 por Arturo Alessandri       | [ 26 ]        |
| 19 de abril de 1925      | Ruperto Bahamonde              | s/i                            | s/i                            | s/i                            | s/i                            | s/i                            | s/i                            | s/i                            | s/i                            | 20 de abril de 1925 por Arturo Alessandri      | [ 29 ]        |
| 11 de abril de 1926      | Claudio Matte Pérez            | s/i                            | s/i                            | s/i                            | s/i                            | s/i                            | s/i                            | s/i                            | s/i                            | 13 de abril de 1926 por Emiliano Figueroa      | [ 29 ]        |

| Fecha de la elección    | Resultados de la elección | Resultados de la elección | Resultados de la elección | Resultados de la elección | Resultados de la elección | Fecha de nombramiento                               | Ref.   |
| Fecha de la elección    | Candidato(a)              | Votos                     | Votos                     | Votos                     | Votos                     | Fecha de nombramiento                               | Ref.   |
| ----------------------- | ------------------------- | ------------------------- | ------------------------- | ------------------------- | ------------------------- | --------------------------------------------------- | ------ |
| 2 de septiembre de 1928 | Daniel Martner            | Daniel Martner            | Daniel Martner            | 172                       | 91,48%                    | 3 de septiembre de 1928 por Carlos Ibáñez del Campo | [ 35 ] |
| 2 de septiembre de 1928 | Javier Castro Oliveira    | Javier Castro Oliveira    | Javier Castro Oliveira    | 2                         | 1,06%                     | 3 de septiembre de 1928 por Carlos Ibáñez del Campo | [ 35 ] |
| 2 de septiembre de 1928 | Juan Esteban Montero      | Juan Esteban Montero      | Juan Esteban Montero      | 2                         | 1,06%                     | 3 de septiembre de 1928 por Carlos Ibáñez del Campo | [ 35 ] |
| 2 de septiembre de 1928 | Alfonso Leng              | Alfonso Leng              | Alfonso Leng              | 1                         | 0,53%                     | 3 de septiembre de 1928 por Carlos Ibáñez del Campo | [ 35 ] |
| 2 de septiembre de 1928 | José María Gálvez         | José María Gálvez         | José María Gálvez         | 1                         | 0,53%                     | 3 de septiembre de 1928 por Carlos Ibáñez del Campo | [ 35 ] |
| 2 de septiembre de 1928 | Luis Puga                 | Luis Puga                 | Luis Puga                 | 1                         | 0,53%                     | 3 de septiembre de 1928 por Carlos Ibáñez del Campo | [ 35 ] |
| 2 de septiembre de 1928 | Francisco Servat          | Francisco Servat          | Francisco Servat          | 1                         | 0,53%                     | 3 de septiembre de 1928 por Carlos Ibáñez del Campo | [ 35 ] |
| 2 de septiembre de 1928 | Víctor Valenzuela         | Víctor Valenzuela         | Víctor Valenzuela         | 1                         | 0,53%                     | 3 de septiembre de 1928 por Carlos Ibáñez del Campo | [ 35 ] |
| 2 de septiembre de 1928 | En blanco                 | En blanco                 | En blanco                 | 7                         | 3,72%                     | 3 de septiembre de 1928 por Carlos Ibáñez del Campo | [ 35 ] |
| 21 de diciembre de 1930 | Gustavo Lira              | Gustavo Lira              | Gustavo Lira              | 112                       | 67,88%                    | 22 de diciembre de 1930 por Carlos Ibáñez del Campo | [ 56 ] |
| 21 de diciembre de 1930 | Javier Castro Oliveira    | Javier Castro Oliveira    | Javier Castro Oliveira    | 38                        | 23,03%                    | 22 de diciembre de 1930 por Carlos Ibáñez del Campo | [ 56 ] |
| 21 de diciembre de 1930 | Lucas Sierra              | Lucas Sierra              | Lucas Sierra              | 2                         | 1,21%                     | 22 de diciembre de 1930 por Carlos Ibáñez del Campo | [ 56 ] |
| 21 de diciembre de 1930 | Emilio Aldunate           | Emilio Aldunate           | Emilio Aldunate           | 2                         | 1,21%                     | 22 de diciembre de 1930 por Carlos Ibáñez del Campo | [ 56 ] |
| 21 de diciembre de 1930 | Pedro Godoy               | Pedro Godoy               | Pedro Godoy               | 1                         | 0,61%                     | 22 de diciembre de 1930 por Carlos Ibáñez del Campo | [ 56 ] |
| 21 de diciembre de 1930 | En blanco                 | En blanco                 | En blanco                 | 10                        | 6,06%                     | 22 de diciembre de 1930 por Carlos Ibáñez del Campo | [ 56 ] |

| Fecha del claustro       | Terna presentada al Presidente | Terna presentada al Presidente | Terna presentada al Presidente | Terna presentada al Presidente | Terna presentada al Presidente | Terna presentada al Presidente | Terna presentada al Presidente | Terna presentada al Presidente | Terna presentada al Presidente | Fecha de nombramiento                          | Ref.          |
| Fecha del claustro       | Primer nombrado                | Primer nombrado                | Primer nombrado                | Segundo nombrado               | Segundo nombrado               | Segundo nombrado               | Tercer nombrado                | Tercer nombrado                | Tercer nombrado                | Fecha de nombramiento                          | Ref.          |
| Fecha del claustro       | Candidato                      | Votos                          | Votos                          | Candidato                      | Votos                          | Votos                          | Candidato                      | Votos                          | Votos                          | Fecha de nombramiento                          | Ref.          |
| ------------------------ | ------------------------------ | ------------------------------ | ------------------------------ | ------------------------------ | ------------------------------ | ------------------------------ | ------------------------------ | ------------------------------ | ------------------------------ | ---------------------------------------------- | ------------- |
| 18 de octubre de 1931    | Armando Larraguibel            | s/i                            | s/i                            | Ismael Valdés Valdés           | s/i                            | s/i                            | Miguel Luis Amunátegui R.      | s/i                            | s/i                            | 19 de octubre de 1931 por Manuel Trucco        | [ 57 ] [ 43 ] |
| 24 de septiembre de 1933 | Juvenal Hernández              | s/i                            | s/i                            | Miguel Luis Amunátegui R.      | s/i                            | s/i                            | Ismael Valdés Valdés           | s/i                            | s/i                            | 27 de septiembre de 1933 por Arturo Alessandri | [ 50 ] [ 58 ] |
| 24 de septiembre de 1933 | Lucas Sierra                   | s/i                            | s/i                            | s/i                            | s/i                            | s/i                            | s/i                            | s/i                            | s/i                            | 27 de septiembre de 1933 por Arturo Alessandri | [ 50 ] [ 58 ] |

| Fecha de la elección           | Resultados de la elección | Resultados de la elección | Resultados de la elección | Resultados de la elección | Resultados de la elección | Fecha de nombramiento                     | Ref.                 |
| Fecha de la elección           | Candidato(a)              | Votos                     | Votos                     | Votos                     | Votos                     | Fecha de nombramiento                     | Ref.                 |
| ------------------------------ | ------------------------- | ------------------------- | ------------------------- | ------------------------- | ------------------------- | ----------------------------------------- | -------------------- |
| 15 de mayo de 2002             | Luis Riveros              | Luis Riveros              | Luis Riveros              | 1087                      | 50,67%                    | 20 de junio de 2002 por Ricardo Lagos     | [ 59 ] [ 60 ]        |
| 15 de mayo de 2002             | Víctor Pérez V.           | Víctor Pérez V.           | Víctor Pérez V.           | 852                       | 39,72%                    | 20 de junio de 2002 por Ricardo Lagos     | [ 59 ] [ 60 ]        |
| 15 de mayo de 2002             | Íñigo Díaz                | Íñigo Díaz                | Íñigo Díaz                | 206                       | 9,32%                     | 20 de junio de 2002 por Ricardo Lagos     | [ 59 ] [ 60 ]        |
| 15 de mayo de 2002             | Votos blancos             | Votos blancos             | Votos blancos             | 37                        | —                         | 20 de junio de 2002 por Ricardo Lagos     | [ 59 ] [ 60 ]        |
| 15 de mayo de 2002             | Votos nulos               | Votos nulos               | Votos nulos               | 10                        | —                         | 20 de junio de 2002 por Ricardo Lagos     | [ 59 ] [ 60 ]        |
| 4 de mayo y 18 de mayo de 2006 | Víctor Pérez V.           | 746,375                   | 37,49%                    | 1.138,375                 | 55,27%                    | 2006 por Michelle Bachelet                | [ 61 ] [ 62 ]        |
| 4 de mayo y 18 de mayo de 2006 | Luis Riveros              | 777,000                   | 39,03%                    | 921,25                    | 44,73%                    | 2006 por Michelle Bachelet                | [ 61 ] [ 62 ]        |
| 4 de mayo y 18 de mayo de 2006 | Jorge Las Heras           | 467,375                   | 23,48%                    | —                         | —                         | 2006 por Michelle Bachelet                | [ 61 ] [ 62 ]        |
| 4 de mayo y 18 de mayo de 2006 | Votos blancos             | 20,375                    | —                         | 38,000                    | —                         | 2006 por Michelle Bachelet                | [ 61 ] [ 62 ]        |
| 4 de mayo y 18 de mayo de 2006 | Votos nulos               | 12,125                    | —                         | 24,000                    | —                         | 2006 por Michelle Bachelet                | [ 61 ] [ 62 ]        |
| 6 de mayo y 19 de mayo de 2010 | Víctor Pérez V.           | 676,75                    | 43,65%                    | 829,00                    | 52,78%                    | 2 de junio de 2010 por Sebastián Piñera   | [ 63 ] [ 64 ] [ 65 ] |
| 6 de mayo y 19 de mayo de 2010 | Raúl Morales S.           | 542,25                    | 34,98%                    | 741,75                    | 47,22%                    | 2 de junio de 2010 por Sebastián Piñera   | [ 63 ] [ 64 ] [ 65 ] |
| 6 de mayo y 19 de mayo de 2010 | Jorge Las Heras           | 331,38                    | 21,37%                    | —                         | —                         | 2 de junio de 2010 por Sebastián Piñera   | [ 63 ] [ 64 ] [ 65 ] |
| 6 de mayo y 19 de mayo de 2010 | Votos blancos             | 29,63                     | —                         | 30,00                     | —                         | 2 de junio de 2010 por Sebastián Piñera   | [ 63 ] [ 64 ] [ 65 ] |
| 6 de mayo y 19 de mayo de 2010 | Votos nulos               | 23,00                     | —                         | 21,13                     | —                         | 2 de junio de 2010 por Sebastián Piñera   | [ 63 ] [ 64 ] [ 65 ] |
| 8 de mayo y 27 de mayo de 2014 | Ennio Vivaldi             | 549,50                    | 31,40%                    | 1018,00                   | 57,99%                    | 12 de junio de 2014 por Michelle Bachelet | [ 66 ] [ 67 ] [ 68 ] |
| 8 de mayo y 27 de mayo de 2014 | Raúl Morales S.           | 566,25                    | 32,35%                    | 737,38                    | 42,01%                    | 12 de junio de 2014 por Michelle Bachelet | [ 66 ] [ 67 ] [ 68 ] |
| 8 de mayo y 27 de mayo de 2014 | Francisco Brieva          | 410,88                    | 23,48%                    | —                         | —                         | 12 de junio de 2014 por Michelle Bachelet | [ 66 ] [ 67 ] [ 68 ] |
| 8 de mayo y 27 de mayo de 2014 | Cecilia Sepúlveda         | 171,63                    | 9,81%                     | —                         | —                         | 12 de junio de 2014 por Michelle Bachelet | [ 66 ] [ 67 ] [ 68 ] |
| 8 de mayo y 27 de mayo de 2014 | Fernando Lolas            | 49,00                     | 2,80%                     | —                         | —                         | 12 de junio de 2014 por Michelle Bachelet | [ 66 ] [ 67 ] [ 68 ] |
| 8 de mayo y 27 de mayo de 2014 | Patricio González E.      | 3,00                      | 0,17%                     | —                         | —                         | 12 de junio de 2014 por Michelle Bachelet | [ 66 ] [ 67 ] [ 68 ] |
| 8 de mayo y 27 de mayo de 2014 | Votos blancos             | 12,50                     | —                         | 20,50                     | —                         | 12 de junio de 2014 por Michelle Bachelet | [ 66 ] [ 67 ] [ 68 ] |
| 8 de mayo y 27 de mayo de 2014 | Votos nulos               | 8,000                     | —                         | 16,00                     | —                         | 12 de junio de 2014 por Michelle Bachelet | [ 66 ] [ 67 ] [ 68 ] |
| 10 de mayo de 2018             | Ennio Vivaldi             | Ennio Vivaldi             | Ennio Vivaldi             | 1193,13                   | 63,5%                     | 15 de junio de 2018 por Sebastián Piñera  | [ 69 ] [ 70 ]        |
| 10 de mayo de 2018             | Patricio Aceituno         | Patricio Aceituno         | Patricio Aceituno         | 685,75                    | 36,5%                     | 15 de junio de 2018 por Sebastián Piñera  | [ 69 ] [ 70 ]        |
| 10 de mayo de 2018             | Votos blancos             | Votos blancos             | Votos blancos             | 16,00                     | —                         | 15 de junio de 2018 por Sebastián Piñera  | [ 69 ] [ 70 ]        |
| 10 de mayo de 2018             | Votos nulos               | Votos nulos               | Votos nulos               | 18,00                     | —                         | 15 de junio de 2018 por Sebastián Piñera  | [ 69 ] [ 70 ]        |
| 12 de mayo de 2022             | Rosa Devés                | Rosa Devés                | Rosa Devés                | 833,750                   | 51,7%                     | 14 de junio de 2022 por Gabriel Boric     | [ 71 ] [ 72 ]        |
| 12 de mayo de 2022             | Sergio Lavandero          | Sergio Lavandero          | Sergio Lavandero          | 685,75                    | 36,5%                     | 14 de junio de 2022 por Gabriel Boric     | [ 71 ] [ 72 ]        |
| 12 de mayo de 2022             | Kemy Oyarzún              | Kemy Oyarzún              | Kemy Oyarzún              | 459,25                    | 28,5%                     | 14 de junio de 2022 por Gabriel Boric     | [ 71 ] [ 72 ]        |
| 12 de mayo de 2022             | Pablo Oyarzún             | Pablo Oyarzún             | Pablo Oyarzún             | 103,13                    | 6,4%                      | 14 de junio de 2022 por Gabriel Boric     | [ 71 ] [ 72 ]        |
| 12 de mayo de 2022             | Votos blancos             | Votos blancos             | Votos blancos             | 8,00                      | —                         | 14 de junio de 2022 por Gabriel Boric     | [ 71 ] [ 72 ]        |
| 12 de mayo de 2022             | Votos nulos               | Votos nulos               | Votos nulos               | 11,00                     | —                         | 14 de junio de 2022 por Gabriel Boric     | [ 71 ] [ 72 ]        |